# Juegos Olímpicos de Albertville 1992
Los Juegos Olímpicos de Albertville 1992, oficialmente conocidos como los XVI Juegos Olímpicos de Invierno, fueron un evento multideportivo internacional celebrado entre el 8 y el 23 de febrero de 1992 en Albertville, Francia. Participaron 1801 atletas (1313 hombres y 488 mujeres) de 64 países.

## Antecedentes

### Elección
Otras ciudades candidatas fueron Anchorage en Estados Unidos, Berchtesgaden en Alemania, Cortina d'Ampezzo en Italia, Lillehammer en Noruega, Falun en Suecia y Sofía en Bulgaria.
| 91ª Sesión del Comité Olímpico Internacional 17 de octubre de 1986, Lausana (Suiza) | 91ª Sesión del Comité Olímpico Internacional 17 de octubre de 1986, Lausana (Suiza) | 91ª Sesión del Comité Olímpico Internacional 17 de octubre de 1986, Lausana (Suiza) | 91ª Sesión del Comité Olímpico Internacional 17 de octubre de 1986, Lausana (Suiza) | 91ª Sesión del Comité Olímpico Internacional 17 de octubre de 1986, Lausana (Suiza) | 91ª Sesión del Comité Olímpico Internacional 17 de octubre de 1986, Lausana (Suiza) | 91ª Sesión del Comité Olímpico Internacional 17 de octubre de 1986, Lausana (Suiza) | 91ª Sesión del Comité Olímpico Internacional 17 de octubre de 1986, Lausana (Suiza) |
| ----------------------------------------------------------------------------------- | ----------------------------------------------------------------------------------- | ----------------------------------------------------------------------------------- | ----------------------------------------------------------------------------------- | ----------------------------------------------------------------------------------- | ----------------------------------------------------------------------------------- | ----------------------------------------------------------------------------------- | ----------------------------------------------------------------------------------- |
| Ciudad                                                                              | País                                                                                | 1ª Ronda                                                                            | 2ª Ronda                                                                            | 3ª Ronda                                                                            | 4ª Ronda                                                                            | 5ª Ronda                                                                            | 6ª Ronda                                                                            |
| Albertville                                                                         | Francia                                                                             | 19                                                                                  | 26                                                                                  | 29                                                                                  | 42                                                                                  | -                                                                                   | 51                                                                                  |
| Sofía                                                                               | Bulgaria                                                                            | 25                                                                                  | 25                                                                                  | 28                                                                                  | 24                                                                                  | -                                                                                   | 25                                                                                  |
| Falun                                                                               | Suecia                                                                              | 10                                                                                  | 11                                                                                  | 11                                                                                  | 11                                                                                  | 41                                                                                  | 9                                                                                   |
| Lillehammer                                                                         | Noruega                                                                             | 10                                                                                  | 11                                                                                  | 9                                                                                   | 11                                                                                  | 40                                                                                  | -                                                                                   |
| Cortina d'Ampezzo                                                                   | Italia                                                                              | 7                                                                                   | 6                                                                                   | 7                                                                                   | -                                                                                   | -                                                                                   | -                                                                                   |
| Anchorage                                                                           | Estados Unidos                                                                      | 7                                                                                   | 5                                                                                   | -                                                                                   | -                                                                                   | -                                                                                   | -                                                                                   |
| Berchtesgaden                                                                       | Alemania                                                                            | 6                                                                                   | -                                                                                   | -                                                                                   | -                                                                                   | -                                                                                   | -                                                                                   |

## Antorcha olímpica

Ruta de la Antorcha Olímpica en Francia

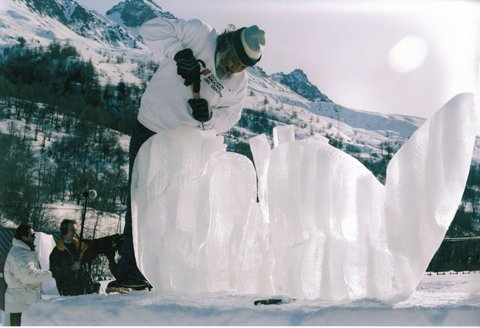
Escultor mexicano Abel Ramírez Águilar crea una escultura de nieve como parte de un competición afiliada con los Juegos Olímpicos

Del 13 de diciembre de 1991 al 8 de febrero de 1992 5500 relevistas llevaron la antorcha olímpica en un recorrido de 5500 kilómetros que inició en Olimpia (Grecia) y pasó por Atenas antes de salir para Francia a bordo del avión supersónico Concorde. En suelo francés, la ruta fue así:
París - Nantes - Le Havre - Lille - Estrasburgo - Limoges - Burdeos - Toulouse - Ajaccio - Niza - Marsella - Lyon - Grenoble - Albertville

## Deportes
| - Biatlón - Bobsleigh - Combinada nórdica - Esquí acrobático - Esquí alpino - Esquí de fondo |  | - Hockey sobre hielo - Luge - Patinaje artístico - Patinaje de velocidad - Patinaje de velocidad en pista corta - Saltos de esquí |

## Países participantes
| - Alemania (GER) (111) - Andorra (AND) (5) - Antillas Neerlandesas (AHO) (2) - Argelia (ALG) (4) - Argentina (ARG) (20) - Australia (AUS) (21) - Austria (AUT) (58) - Bélgica (BEL) (5) - Bermudas (BER) (1) - Bolivia (BOL) (4) - Brasil (BRA) (7) - Bulgaria (BUL) (31) - Canada (CAN) (109) - Checoslovaquia (TCH) (74) - Chile (CHI) (5) - China (CHN) (32) | - China Taipéi (TPE) (8) - Chipre (CYP) (4) - Corea del Norte (PRK) (20) - Corea del Sur (KOR) (23) - Costa Rica (CRC) (4) - Croacia (CRO) (4) - Dinamarca (DEN) (6) - Equipo Unificado (EUN) (129) - Eslovenia (SLO) (27) - España (ESP) (17) - Estados Unidos (USA) (147) - Estonia (EST) (19) - Filipinas (PHI) (1) - Finlandia (FIN) (62) - Francia (FRA) (109) - Grecia (GRE) (8) | - Honduras (HON) (1) - Hungria (HUN) (24) - India (IND) (2) - Irlanda (IRL) (4) - Islandia (ISL) (5) - Islas Vírgenes de los Estados Unidos (ISV) (12) - Italia (ITA) (107) - Jamaica (JAM) (5) - Japón (JPN) (60) - Letonia (LAT) (23) - Líbano (LIB) (4) - Liechtenstein (LIE) (7) - Lituania (LTU) (6) - Luxemburgo (LUX) (1) - Marruecos (MAR) (12) - México (MEX) (24) | - Mónaco (MON) (5) - Mongolia (MGL) (4) - Noruega (NOR) (80) - Nueva Zelanda (NZL) (6) - Países Bajos (NED) (19) - Polonia (POL) (53) - Puerto Rico (PUR) (6) - Reino Unido (GBR) (49) - Rumania (ROM) (23) - San Marino (SMR) (3) - Senegal (SEN) (2) - Suazilandia (SWZ) (1) - Suecia (SWE) (73) - Suiza (SUI) (74) - Turquía (TUR) (8) - Yugoslavia (YUG) (25) |

## Estelares
- Bjorn Daehlie (Noruega), 3 medallas de oro en esquí nórdico.
- Bonnie Blair (Estados Unidos), 2 medallas de oro en patinaje de velocidad.

## Medallas
| Juegos Olímpicos de invierno de 1992 |                         |     |       |        |       |
| Posición                             | País                    | Oro | Plata | Bronce | Total |
| 1                                    | Alemania (GER)          | 10  | 10    | 6      | 26    |
| 2                                    | Equipo Unificado (EUN)¹ | 9   | 6     | 8      | 23    |
| 3                                    | Noruega (NOR)           | 9   | 6     | 5      | 20    |
| 4                                    | Austria (AUT)           | 6   | 7     | 8      | 21    |
| 5                                    | Estados Unidos (USA)    | 5   | 4     | 2      | 11    |
| 6                                    | Italia (ITA)            | 4   | 6     | 4      | 14    |
| 7                                    | Francia (FRA)           | 3   | 5     | 1      | 9     |
| 8                                    | Finlandia (FIN)         | 3   | 1     | 3      | 7     |
| 9                                    | Canadá (CAN)            | 2   | 3     | 2      | 7     |
| 10                                   | Corea del Sur (KOR)     | 2   | 1     | 1      | 4     |